# Polychorie

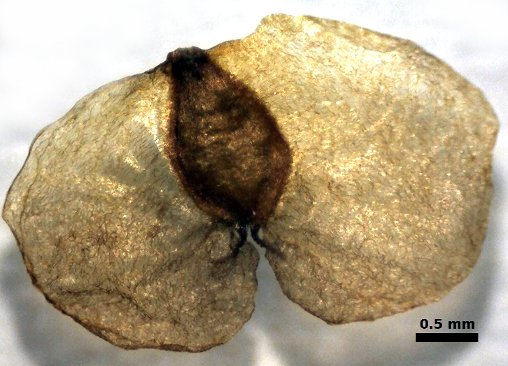
Same der polychoren Hänge-Birke

Unter Polychorie versteht man die Ausbreitung von Samen und Früchten durch unterschiedliche Vektoren. Birkensamen können als Beispiel durch den Wind (Anemochorie), durch Wasser (Hydrochorie) oder durch das Haften am Gefieder von Wasservögeln (Epichorie) verbreitet werden. Polychorie muss von Heterokarpie, dem Ausbilden unterschiedlicher Früchte für unterschiedliche Vektoren an einem Individuum, unterschieden werden.
Der Ausdruck wurde 1928 von E. Ulbrich in seinem Werk Biologie der Früchte und Samen (Karpobiologie) auf Seite 200 erstmals verwendet.